# Юшневський Семен Петрович
Семе́н Петро́вич Юшне́вський (рос. Семён Петрович Юшневский; 1 лютого 1801, Могильов — після 1853) — декабрист. Чиновник 9-го класу інтендантства 2-ї армії. Член Південного товариства. Брат Олексія Юшневського.

## Біографія
Виховувався в пансіоні при Московському університеті. Після складання іспитів Юшневського 31 березня 1821 року затвердили в чині 10-го класу. 11 червня 1821 року його відрядили до канцелярії головнокомандувача 2-ї армії графа  Вітгенштейна — понад штат. 4 січня 1823 року він посів штатну вакансію писаря. 12 грудня 1823 року Юшневського за «старанну службу» нагородили чином 9-го класу.
Від 1823 року був членом Південного товариства. Наказ про арешт віддано 26 січня 1826 року. 13 лютого заарештовано та доставлено з Тульчина до Санкт-Петербурга на головну гауптвахту. 14 лютого переведено в Петропавлівську фортецю.
13 червня 1826 року надійшло повеління, протримавши Юшневського ще місяць у фортеці, повернути на службу та щомісяця робити донесення про його поведінку.
Відбувши покарання у фортеці, Юшневський, звільнений зі служби, поселився у своєму маєтку при селі Хрустова Ольгопільського повіту Подільської губернії. За ним було встановлено секретний нагляд. 1829 року Юшневському дозволили поїздку в Москву на рік для отримання від сенатора Поснікова грошової суми.
1839 року селяни Хрустової взялися будувати церкву, але через брак коштів не змогли завершити її спорудження. 1853 року Юшневський завершив будівництво храму. Того ж року церкву було освячено в честь Різдва Христового.
Юшевський був ольгопольським повітовим предводителем дворянства (1832), камер-юнкером (1835), почесним попечителем Вінницької і Кам'янець-Подільської гімназій, почесним смотрителем Теофіпольського дворянського повітового училища (1844).
Був одружений з Ідалією Якимівною Вржещ, мав шестеро дітей.